# محمد حبيب قاضي محمدو
محمد حبيب قاضي محمدو (مواليد 26 مايو 1994) هو لاعب مصارعة حرة روسي المولد، يمثل بيلاروس في المحافل الدولية، حصل على الميدالية الفضية في وزن 74 كج في أولمبياد 2020.

## وصلات خارجية
- محمد حبيب قاضي محمدو على موقع قاعدة بيانات المصارعة الدولية (الإنجليزية)
- محمد حبيب قاضي محمدو على موقع اللجنة الأولمبية الدولية (الإنجليزية)
- محمد حبيب قاضي محمدو على موقع أوليمبيديا (الإنجليزية)